# Wehrkirche Kößlarn

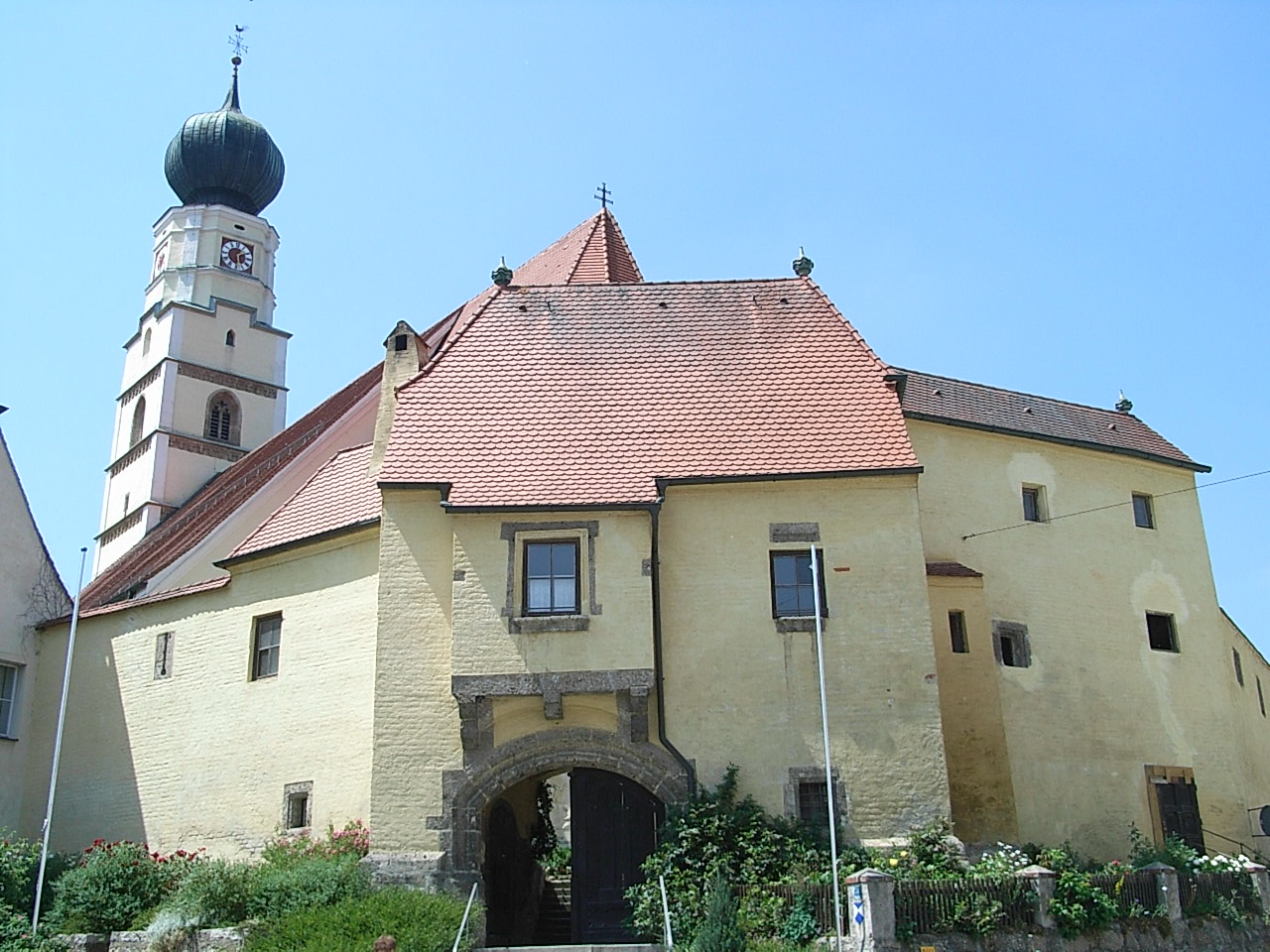
Die Wehrkirche Kößlarn

Die Pfarrkirche Heiligste Dreifaltigkeit im niederbayerischen Markt Kößlarn im  Landkreis Passau ist eine mittelalterliche Wehr- und Wallfahrtskirche. Die Anlage wird als denkmalgeschütztes Baudenkmal unter der Aktennummer D-2-75-131-9 geführt. Ebenso sind unter der Aktennummer D-2-7644-0067 im Bayernatlas als Bodendenkmal „untertägige spätmittelalterliche und frühneuzeitliche Befunde im Bereich der Kath. Pfarrkirche Hl. Dreifaltigkeit von Kößlarn und dem befestigten Friedhof“ eingetragen.

## Geschichte der Wallfahrt von Kößlarn
Die Wallfahrt von Kößlarn geht auf einen Bericht zurück, wonach 1364 ein Graf von Ortenburg hier ein Marienbild fand und für dieses eine Kapelle errichtete. Schon bald fanden sich viele Wallfahrer ein. Dank deren Spenden konnte 1400 eine Kirche errichtet werden, um die allmählich eine Ortschaft entstand. 1440 bis 1443, 1451 und ab 1461 kam es zu ständigen Erweiterungen und der Errichtung einer stattlichen Wehranlage. Abt Wolfgang Marius von Aldersbach ließ von 1515 bis 1518 einen geräumigen Chor anbauen und stattete die Kirche mit sieben Altären aus. Die Wallfahrtsseelsorge oblag den Zisterziensern vom Kloster Aldersbach. 1478 wurde Kößlarn Vikariat, 1518 Pfarrei. Bis zur Reformation war Kößlarn einer der meistbesuchten Marienwallfahrtsorte Bayerns, danach hatte die Wallfahrt nur noch regionale Bedeutung.

## Beschreibung

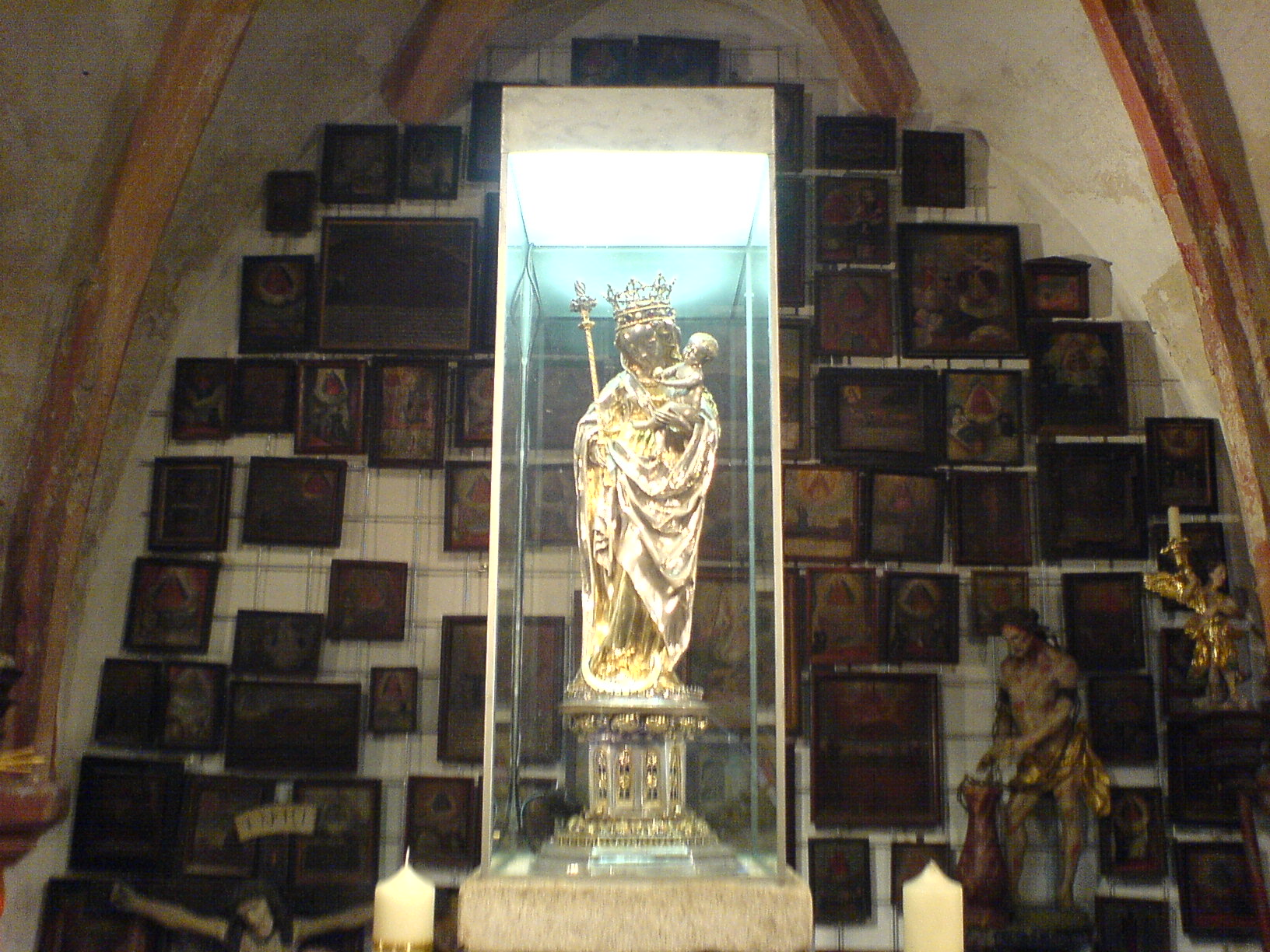
Die Silbermadonna

Die Kirchenrechnungen sind seit dem Jahr 1461 fast lückenlos erhalten, so dass die am Bau der massiven Befestigungsanlage beteiligten Künstler und Handwerker bekannt sind. Baumeister war 1461 bis 1480 Michael Sallinger und ab 1481 Hans Wechselberger. Die Kirche ist von einem festgefügten Mauergürtel umgeben, zu dem zwei Tore sowie das Pfarr-, Mesner- und Benefiziatenhaus gehören. Sie wird von einem 1509 errichteten, 50 Meter hohen Turm überragt, der 1730 eine Kuppel erhielt.
Das Kirchenschiff ist im Wesentlichen ein Werk der Spätgotik, die Seitenschiffe kamen 1897 dazu. Die Einrichtung ist barock. Der Hochaltar aus dem Jahr 1708 stammt von dem Bildhauer Thomas Stöber, dem Maler Johann Paul Vogl und dem Schreiner Michael Jörg. Auf dem Hochaltar befindet sich das Gnadenbild, eine gotische Holzmadonna mit dem Kind aus der Zeit um 1400. Ihre Bekleidung und die Krone sind Werke des 18. Jahrhunderts. Ihr Schrein sowie der Tabernakel wurde 1779 von dem Passauer Bildhauer Joseph Deutschmann geschaffen. Ein besonderes Prunkstück der Kößlarner Kirche ist die gotische Silbermadonna von Balthasar Waltenberger aus dem Jahr 1488. Sie befindet sich in einem eigenen Votivraum.